# Platyroptilon kirkspriggsi
Platyroptilon kirkspriggsi är en tvåvingeart som beskrevs av Loïc Matile 1990. Platyroptilon kirkspriggsi ingår i släktet Platyroptilon och familjen platthornsmyggor. Inga underarter finns listade i Catalogue of Life.